# Pétros Vúlgaris
Pétros Vúlgaris (em grego: Πέτρος Βούλγαρης; 13 de setembro de 1884 — 26 de novembro de 1957) foi um político da Grécia. Ocupou o cargo de primeiro-ministro da Grécia entre 9 de abril de 1945 a 17 de outubro de 1945.

## Vida

### Início de carreira
Ele nasceu na ilha de Hydra em 13 de setembro de 1883 filho de Georgios Voulgaris e Archonto Vatsaxi. Após a morte de seu pai em 1885, sua família se estabeleceu em Atenas, com os parentes de sua mãe. Depois de terminar a escola, ele entrou na Academia Naval Helênica em 10 de outubro de 1899 e foi comissionado como Alferes de Linha em 16 de julho de 1903.  Em 1908-1910, ele foi destacado para treinamento no exterior e serviu brevemente a bordo do cruzador da Marinha Francesa Ernest Renan em 1912.  Promovido a subtenente em 29 de março de 1910, ele participou das Guerras dos Bálcãs de 1912-13 a bordo do contratorpedeiro Panthir, participando da Batalha de Elli e das operações para capturar Imbros, Samotrácia e Monte Athos. Em 2 de junho de 1913, ele foi promovido a tenente e tenente de primeira classe em 16 de julho de 1916, servindo como ajudante do Ministro de Assuntos Navais, almirante Pavlos Kountouriotis (1915-16) e capitão do torpedeiro Thetis.
Quando a revolta da Defesa Nacional eclodiu em Thessaloniki em agosto de 1916, o pró-venelista Voulgaris, como seu mentor e companheiro Hydriot Kountouriotis, deixou Atenas e se juntou ao governo revolucionário.  Em 26 de dezembro de 1917, ele foi promovido a tenente-comandante, retroativo a 3 de março.  De 1916 a 1919, ele comandou o contratorpedeiro Velos, participando das operações navais aliadas no mar Egeu durante a Primeira Guerra Mundial, a Expedição Aliada de 1919 à Ucrânia e a fase de abertura da Campanha da Ásia Menor.  Em 1919-20 serviu como ajudante e depois como chefe do gabinete privado do Ministro dos Assuntos Navais Athanasios N. Miaoulis, sendo promovido a comandante em 22 de março de 1920.
Após a derrota eleitoral venizelista em novembro de 1920, ele foi suspenso do serviço ativo em 18 de março de 1921 pelo novo governo monarquista. Após o colapso da frente da Ásia Menor e a eclosão da Revolução de 11 de setembro de 1922, ele foi chamado de volta ao serviço ativo em 15 de setembro.  Ele então serviu como capitão do contratorpedeiro Leon (1922–23), comandante da Base de Aviação Naval de Faliro (1923) e capitão do Panthir (1923–24).  Ele foi um dos líderes da chamada "Greve da Marinha" de junho de 1924, ele renunciou à marinha, mas foi recomissionado em 21 de agosto. Em 28 de agosto de 1925, após o golpe de Estado do general Theodoros Pangalos, Voulgaris renunciou novamente à sua comissão, com o posto de capitão aposentado. Após a derrubada de Pangalos em agosto de 1926, ele voltou ao serviço como nunca tendo se aposentado. Ele foi promovido ao posto de capitão em 15 de setembro de 1926.
Voulgaris serviu como Comandante Superior da Aviação Naval em 1926-30. Quando o Ministério da Aviação foi estabelecido em 1930, ele se tornou Diretor do escritório da Força Aérea no ministério. Em 1931, foi nomeado comandante da Base Naval de Salamina e, em 1931-34, serviu como Comandante Superior de Submarinos. Em 1934, ele foi colocado como adido militar em Ancara e Belgrado, com base em Istambul.  Foi lá que a tentativa malsucedida de golpe venelista de março de 1935 o encontrou. Sendo um venizelista comprometido, ele foi suspenso (3 de maio) e depois demitido (30 de julho) pelos expurgos subsequentes das forças armadas. Em 11 de novembro de 1935, no entanto, com o retorno da monarquia e um perdão parcial, sua demissão foi revogada e ele foi listado como colocado na reserva, com o posto de contra-almirante aposentado.

### Segunda Guerra Mundial e consequências
Nos anos seguintes, ele trabalhou no setor privado, eventualmente trabalhando para o magnata da indústria grega Prodromos Bodosakis-Athanasiadis no Egito. Em 6 de maio de 1943, o governo grego no exílio o chamou de volta ao serviço, ao lado de muitos outros oficiais que haviam sido expulsos em 1935, e o promoveu a contra-almirante (retroativamente desde 26 de fevereiro de 1937). Ele foi novamente aposentado em 15 de setembro de 1943 como vice-almirante aposentado.  Em 20 de maio de 1943, ele recebeu o cargo de Ministro da Aviação no gabinete de Emmanouil Tsouderos, que ocupou até 14 de abril de 1944, quando o gabinete de Tsouderos renunciou. Com o motim pró-EAM em andamento da Marinha atingindo seu clímax, em 20 de abril ele foi chamado de volta ao serviço ativo com o posto de vice-almirante e foi colocado como Chefe do Comando da Frota no dia seguinte. A partir desta posição, ele supervisionou a violenta recaptura dos navios amotinados por destacamentos de oficiais.  Em outubro de 1944, ele liderou a frota grega de volta à Grécia e assumiu as funções de Chefe do Estado-Maior da Marinha.
Nos meses após a libertação, a situação política na Grécia era extremamente instável: após confrontos de um mês entre o governo e as forças britânicas e os guerrilheiros da EAM-ELAS, o Tratado de Varkiza resultou no desarmamento desta última. No entanto, a situação permaneceu explosiva. O governo moderado de Nikolaos Plastiras renunciou sob pressão britânica em 8 de abril de 1945, e o regente, o arcebispo Damaskinos de Atenas, nomeou Voulgaris para chefiar um governo interino.
Enquanto permanecia um oficial ativo Voulgaris chefiou dois gabinetes consecutivos, de 8 de abril a 11 de agosto, durante os quais também ocupou os cargos de Ministro de Assuntos Militares, Assuntos Navais e Aviação e de 11 de agosto a 17 de outubro, onde inicialmente também chefiou os ministérios do Interior e das Relações Exteriores, mas gradualmente os passou para ministros civis.  Em 8 de outubro de 1945, ele se aposentou do serviço ativo pela última vez.
Em 1º de julho de 1947, em reconhecimento ao seu papel na supressão do motim da Marinha, restaurando rapidamente sua eficácia de combate e levando-a novamente às águas domésticas, ele foi premiado com a mais alta condecoração grega por bravura, a Cruz de Comandante da Cruz de Valor.  Ele morreu no Hospital Naval de Atenas em 26 de novembro de 1957 de insuficiência cardíaca e foi enterrado no Primeiro Cemitério de Atenas.